# 루이스 페르난데스
루이스 미겔 페르난데스 톨레도(프랑스어: Luis Miguel Fernández Toledo, 1959년 10월 2일 ~ )는 프랑스의 전직 축구 선수이자 축구 감독이다. 선수 시절에는 수비형 미드필더로 활약했다.

## 클럽 경력
스페인 타리파 출신이지만 9세 시절에 가족들과 함께 프랑스로 이주했다. 1981년에는 프랑스 국적을 취득했다. 1978년에 파리 생제르맹에서 데뷔한 이래 팀의 쿠프 드 프랑스 2회 우승, 디비지옹 1 1회 우승에 기여했다. 1986년에 라싱 클뢰브 드 프랑스로 자리를 옮겼고 1989년부터 1993년에 현역 은퇴할 때까지 칸 소속으로 뛰었다.

## 국가대표팀 경력
프랑스 대표팀에서는 장 티가나, 미셸 플라티니, 알랭 지레스와 함께 전설의 마방진(Le Carre Magique)을 구축하며 대표팀의 UEFA 유로 1984 우승, 1986년 FIFA 월드컵 3위 달성에 기여하였다.

## 지도자 경력
현역 은퇴 이후에는 AS 칸, 파리 생제르맹, 아틀레틱 빌바오, 에스파뇰, 알라이얀, 베이타르 예루살렘, 레알 베티스, 스타드 랭스, 이스라엘 축구 국가대표팀, 기니 축구 국가대표팀의 감독을 거쳤다. 특히 1995-96 시즌에서는 파리 생제르맹의 UEFA 컵위너스컵 우승에 기여했다.

## 수상

### 클럽
파리 생제르맹
- 쿠프 드 프랑스 2회 우승 (1981-82, 1982-83), 1회 준우승 (1984-85)
- 디비지옹 1 1회 우승 (1985-86)

### 국가대표
- UEFA 유로 1984 우승
- 1986년 FIFA 월드컵 3위

### 감독
파리 생제르맹
- 1994-95 쿠프 드 프랑스 우승
- 1994-95 쿠프 드 라 리그 우승
- 1995 트로페 데 샹피옹 우승
- 1995-96 UEFA 컵위너스컵 우승
- 2001 UEFA 인터토토컵 우승

### 개인
- 1985년 프랑스 올해의 축구 선수 수상
- 1986년 에투알도르 수상